# Stele von Keşlik

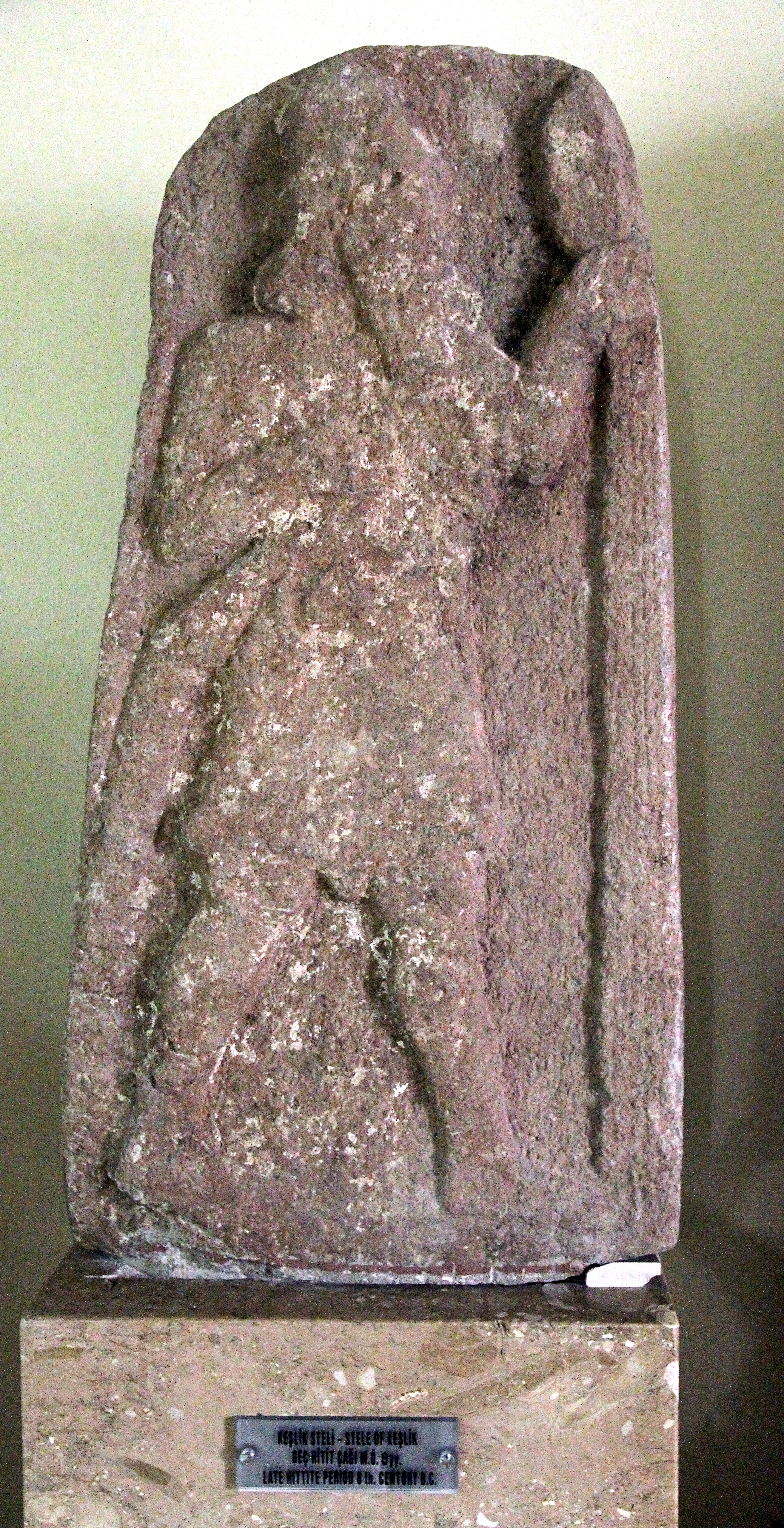
Stele von Keşlik

Die Stele von Keşlik ist ein späthethitisches Monument aus der nördlichen Tyanitis bei Niğde in der Südtürkei aus dem 8. Jahrhundert v. Chr.

## Fundort
Die Stele wurde laut Vural Sezer auf der Sommerweide Bayındır Yaylası des Dorfes Keşlik, einem Plateau nördlich von Altunhisar in der Provinz Niğde gefunden und 1962 vom Museum in Niğde erworben. Der Fundort gehörte zum eisenzeitlichen luwischen Königreich Tuwana. Nach einer Meldung des örtlichen Grundbesitzers Abdullah Tanik über den Fund einer Stele wurde durch den türkischen Archäologen Aykut Çınaroğlu 1962 ein Survey durchgeführt. Die Stele war vermutlich von einem Hügel, der die Felder etwa 25 Meter überragte, herabgefallen. Dort fand sich eine Vertiefung, in die ein Stelensockel eingelassen werden konnte. Das Monument steht heute im Archäologischen Museum Niğde und hat die Inventarnummer 51.

## Beschreibung
Die Stele aus braunem Basalt ist 1,45 Meter hoch und hat eine Breite von 69 und eine Tiefe von etwa 27 Zentimetern. Die Oberfläche ist stark verwittert und in den Randbereichen bestoßen. Das Bild zeigt den Wettergott Tarhunza nach rechts schreitend. Er ist mit einem kurzen Rock und einem kurzärmligen Oberteil mit breitem Gürtel bekleidet. Der bärtige Gott trägt einen gehörnten Helm, unter dem die Haare gebauscht auf die Schultern fallen, sowie wadenhohe Stiefel mit hochgebogener Spitze. Die angewinkelte rechte Hand hält die Traube eines Weinstocks, die linke ein langes Ährenbündel. Sowohl Weinstock als auch Ährenbündel entspringen dem Boden links und rechts der Füße.
Im rechten Feld zwischen Figur und Ährenbündel vermutet John David Hawkins neun Zeilen einer Inschrift in luwischen Hieroglyphen, möglicherweise ebenfalls auf dem Rand der Stele. Aufgrund des schlechten Erhaltungszustands konnte allerdings bisher nichts gelesen werden.
Die Darstellung weist große Ähnlichkeiten zu der Abbildung des Wettergottes in İvriz auf, weshalb sie in die Zeit des Königs Warpalawa (reg 740–705 v. Chr.) von Tuwana datiert wird.